# Nikola Vujasin

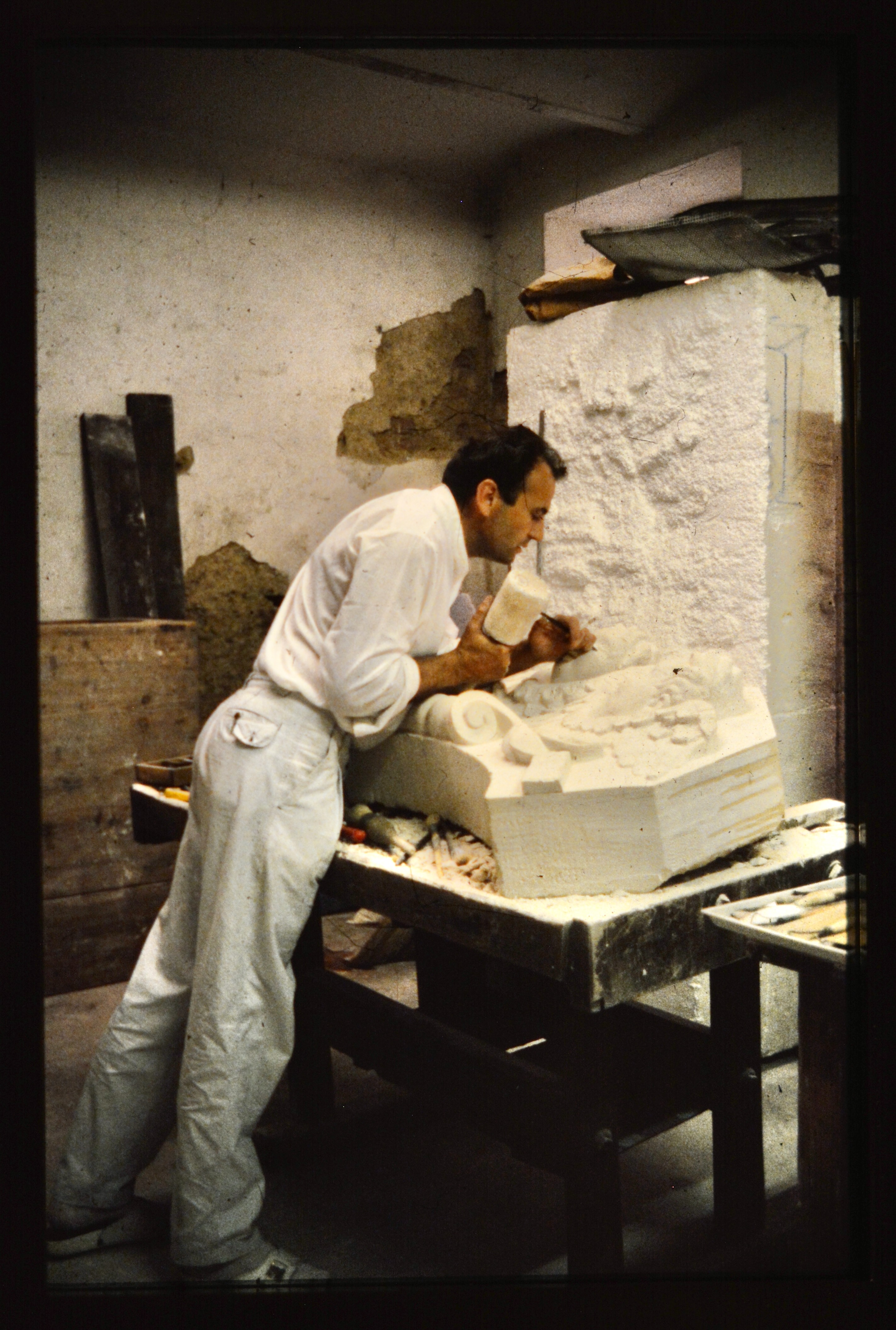

Nikola Vujasin (* 20. Januar 1950 in Kroatien) ist ein kroatischer Bildhauer mit Spezialisierung auf Steinrestaurierung und Steinkonservierung, Erfinder und Galerist. Nikola Vujasin lebt in Wien.  

## Restaurierungen
Nikola Vujasin restaurierte im Laufe seiner Karriere hunderte Denkmäler und Kirchen in Wien und Österreich. Einige besonders hervorzuhebende Arbeiten sind:
- Wiederherstellung der Vasen der Wiener Secession von 2008 bis 2011[2], Rekonstruktion aus Scherben und Sichtbetonrestaurierung
- Restauration der Attikaskulpturen und Reliefs des Parlamentsgebäudes in Wien, für dessen Durchführung er die In situ-Steinkonservierung als "Vakuum-Kreislauf-Festigungsverfahren" erfand.
- Restauration der Altlerchenfelder Pfarrkirche[3] inklusive der Replikation aller Terrakottateile mit insgesamt 250 verschiedenen angefertigten Formen, bis 2011.

## Erfindungen
Nikola Vujasin ist der Erfinder der "Vakuum-Kreislauf-Festigungstechnik", einer Konservierungsmethode bei der Steinskulpturen ohne Abtransport mit Steinfestigungsmitteln getränkt werden können.